# Epiphyllum cartagense
Az Epiphyllum cartagense egy közép-amerikai epifita kaktusz, mellyel igényei miatt termesztésben nem lehet találkozni.

## Elterjedése és élőhelye
Costa Rica: Cartago (t), Platanillo de Monte; Guanacaste, San José: 1500–1600 m tszf. magasságban hegyvidéki esőerdőkben.

## Jellemzői
Legfeljebb 3 m hosszú hajtású növény, elsődleges hajtásai tövükön háromszögletűek vagy hengeresek, felül lapítottak. Másodlagos szártagjai ennél rövidebbek, 20–70 mm szélesek, tövükön háromszögletűek, felül lapítottak, mélyen bevágottak, az elsődleges hajtások csúcsain erednek. Számos léggyökeret képez. Areolái nem képeznek töviseket. Világos virágai a másodlagos szártagok csúcsain képződnek, 150–180 mm hosszúak, méretük nagyon változó. A pericarpium apró pikkelyekkel fedett. A virágtölcsér 100–150 mm hosszú, karcsú, pikkelyekkel borított. A külső szirmok rózsaszínűek vagy sárgásfehérek, a belsők fehérek, 50–70 mm hosszúak. A porzószálak fehérek, a bibe rózsaszínű. Termése megnyúlt, 70–80 mm hosszú, 30 mm átmérőjű, fehér pulpájú vörös bogyó.